# Oscar 1981
A 53.ª cerimônia de entrega dos Academy Awards (ou Oscars 1981), apresentada pela Academia de Artes e Ciências Cinematográficas, premiou os melhores atores, técnicos e filmes de 1980 no dia 31 de março de 1981, em Los Angeles e teve Johnny Carson como mestre de cerimônias.
Gente Como a Gente, com seis indicações, venceu em 4 categorias, incluindo filme e direção para Robert Redford, em sua estreia como diretor. Já O Homem Elefante, que concorria em 8 categorias, não venceu em nenhuma.
Esta foi a edição que reuniu o quarteto com a menor diferença de idade a vencer nas categorias de atuação. Todos os vencedores tinham menos de 40 anos na altura: o melhor ator Robert De Niro, com 37 anos; a melhor atriz, Sissy Spacek, com 31; a melhor coadjuvante, Mary Steenburgen, 28 anos, e Timothy Hutton, que, ao receber o Oscar de melhor coadjuvante, aos 20 anos, é até os dias de hoje o ator mais jovem a vencer nessa categoria.
Nascida em 1899, a atriz Eva Le Gallienne, que concorria à estatueta de melhor coadjuvante, foi a última concorrente a um Oscar por atuação nascida ainda no século XIX.
Entre os apresentadores convidados, destaques para a estrela do cinema mudo Lillian Gish, que entregou o Oscar de melhor filme, e para o astro italiano da ópera Luciano Pavarotti, que foi um dos apresentadores do Oscar de melhor canção, que premiou um grande sucesso pop, a música-tema "Fame", do filme Fama.
Os cantores Willie Nelson, Irene Cara, Dionne Warwick e Dolly Parton apresentaram-se no palco do Oscar com performances das músicas concorrentes à estatueta de melhor canção original.
O veterano ator Henry Fonda recebeu o Oscar honorário em homenagem apresentada por Robert Redford. Fonda finalmente venceria um Oscar na categoria competitiva no ano seguinte, por sua atuação no filme Num Lago Dourado.
A ausência de uma categoria específica para premiar a notável maquiagem do filme O Homem Elefante levaria a Academia a criar, no ano seguinte, a categoria de maquiagem.

## Indicados-nomeados

### Melhor Filme
- Gente como a Gente

- Touro Indomável
- O Homem Elefante
- Tess (filme)
- O Destino Mudou Sua Vida

### Melhor Direção
- Robert Redford por Gente como a gente

- Martin Scorsese' por Touro Indomável
- David Lynch' por O Homem Elefante
- Roman Polanski' por Tess (filme)
- Richard Rush (cineasta)' por O Substituto

### Melhor Ator
- Robert De Niro por 'Touro Indomável''

- John Hurt' por O Homem Elefante
- Jack Lemmon' por Tributo
- Peter O'Toole' por O Substituto
- Robert Duvall' por O Grande Santini

### Melhor Atriz
- Sissy Spacek por 'O Destino Mudou Sua Vida''

- Gena Rowlands' por Gloria
- Goldie Hawn' por Private Benjamin
- Mary Tyler Moore' por Gente como a Gente
- Ellen Burstyn' por Ressurreição

### Melhor Ator Coadjuvante
- Timothy Hutton por 'Gente como a Gente''

- Jason Robards' por Melvin and Howard
- Joe Pesci' por Touro Indomável
- Michael O'Keefe' por O Grande Santini
- Judd Hirsch' por Gente como a Gente

### Melhor Atriz Coadjuvante
- Mary Steenburgen por 'Melvin and Howard''

- Eileen Brennan' por Private Benjamin
- Eva Le Gallienne' por Ressurreição
- Diana Scarwid' por O Bar Max
- Cathy Moriarty' por Touro Indomável

### Melhor Filme de Língua Estrangeira
- Moscou não acredita em lágrimas  (União Soviética)

- Kagemusha' (Japão)
- O Último Metrô' (França)
- El Nido' (Espanha)
- Bizalom' (Hungria)

### Melhor Roteiro Original
- Melvin and Howard

- Fama''
- Brubaker''
- Meu Tio da América''
- Private Benjamin''

### Melhor Roteiro Adaptado
- Gente como a Gente

- O Homem Elefante''
- O Destino Mudou Sua Vida''
- Breaker Morant''
- O Substituto''

### Melhor Figurino
- Tess (filme)

- Somewhere in Time (filme)''
- As quatro irmãs''
- O dia em que o mundo acabou''
- O Homem Elefante''

### Melhor Montagem
- Touro Indomável

- Fama''
- O Destino Mudou Sua Vida''
- O Homem Elefante''
- A Competição''

### Melhores Efeitos Visuais (Especial)
- Star Wars Episódio V: O Império Contra-Ataca

### Melhor Fotografia
- Tess (filme)

- Touro Indomável''
- A Lagoa Azul''
- O Destino Mudou Sua Vida''
- A Fórmula''

### Melhor Som
- Star Wars Episódio V: O Império Contra-Ataca

- Touro Indomável''
- O Destino Mudou Sua Vida''
- Fama''
- Viagens Alucinantes''

### Melhor Trilha Sonora
- Fama

- O Homem Elefante''
- Tess (filme)''
- Viagens Alucinantes''
- Star Wars Episódio V: O Império Contra-Ataca''

### Melhor Canção Original
- Fama

(pela canção Fame)
- Nine to Five

(pela canção Nine to Five))
- Fama

(pela canção Out Here on My Own)
- Honeysuckle Rose

(pela canção On the Road Again))
- A Competição

(pela canção People Alone)

### Melhor Direção de Arte
- Tess (filme)

- O Destino Mudou Sua Vida''
- Kagemusha''
- O Homem Elefante''
- Star Wars Episódio V: O Império Contra-Ataca''

### Melhor Documentário
- From Mao to Mozart: Isaac Stern in China

### Melhor Curta-Metragem
- The Dollar Bottom

### Melhor Documentário em Curta-Metragem
- Karl Hess: Toward Liberty

### Melhor Animação em Curta-Metragem
- A Légy